# The Life Before Her Eyes
The Life Before Her Eyes is een film uit 2007 onder regie van Vadim Perelman. Het verhaal is gebaseerd op dat uit het gelijknamige boek van Laura Kasischke.

## Verhaal
De zeventienjarige Diana (Evan Rachel Wood) en Maureen (Eva Amurri) zijn twee hartsvriendinnen met zeer verschillende karakters. Diana is een drugsgebruikende, seksueel erg actieve, tegen alles rebellerende puber, Maureen het brave kerkmeisje dat droomt van een ridder op het witte paard en niet aan seks voor het huwelijk doet. Voor een les op de Hillview High School gaan ze samen naar het toilet. Daar horen ze dat er een Columbine-achtig schietincident op hun school losbarst. Dader Michael Patrick (John Magaro) dringt daarop het meisjestoilet binnen en stelt de twee vriendinnen voor een keuze. Slechts een van hen mag blijven leven en zij moeten zeggen wie.
Vijftien jaar later is Diana (Uma Thurman) getrouwd met de welgestelde Paul McFee (Brett Cullen). Samen hebben ze een dochtertje, Emma (Gabrielle Brennan). Een aangekondigde herdenking van het incident op de Hillview High School brengt herinneringen boven en zorgt ervoor dat ze steeds zwaarder gebukt gaat onder schuldgevoel. Naarmate de herdenking dichterbij komt, beginnen heden en verleden steeds meer door elkaar te lopen voor Diana. Terwijl ze de grip op haar leven steeds verder verliest, raakt ze verder en verder verwijderd van haar man en dochtertje. Ze is meer en meer bezig met de gebeurtenissen voorafgaand aan het schietincident, die in flashbacks op haar afkomen. De keuze waar de schutter Maureen en haar voor stelde, passeert keer op keer de revue en komt elke keer een stapje dichter bij de climax.
Wanneer Diana op straat loopt, denkt ze Paul aan de overkant te zien lopen, innig verstrengeld met een onbekende blondine. Verdwaasd steekt ze de weg over, recht voor een aanrijdende auto. De ambulance voert haar af naar het ziekenhuis. Daar blijkt ze alleen erg geschrokken. De auto kwam net op tijd tot stilstand. De ziekenhuisomgeving doet haar vervolgens terugdenken aan de abortus die ze onderging toen ze zeventien was. Ze had onveilige seks gehad met Marcus (Oscar Isaac), die ze nadien tegen een vriend aan de telefoon hoorde zeggen dat zij 'maar een slet' is. Diana besluit naar de herdenking te gaan.
Op de dag van de herdenking loopt Diana in haar eentje rond op de Hillview High School. Ze legt bloemen neer waar haar klasgenoten overleden. Net wanneer ze het toilet binnen wil gaan waar Maureen en zij voor hun dilemma werden gesteld, wordt ze gebeld met de mededeling dat Emma verdwenen is van school. Daarop vertrekt ze naar het bos waarvan ze denkt dat Emma daar is. Ze lijkt haar inderdaad te vinden. Als Diana met haar ogen knippert is Emma niettemin weer verdwenen. Wanneer ze op het punt van instorten staat, vindt Paul haar. Opeens verandert hij in een vage vlak die ver weg lijkt.
Diana is plots weer zeventien en staat samen met Maureen tegenover de gewapende Michael Patrick. Maureen heeft zojuist tegen hem gezegd haar neer te schieten en niet Diana. Diana daarentegen brengt in eerste instantie uit dat ze niet neergeschoten wil worden, maar bedenkt zich. Zojuist is het leven aan haar voorbij geflitst dat ze zou leiden wanneer zij overleeft en Maureen niet. Al het voorgaande heeft zich in haar hoofd afgespeeld, nog niet in realiteit. Ze besluit dat dit niet de goede keuze zou zijn en vertelt Patrick háár dood te schieten. Hij gehoorzaamt.

## Rolverdeling
| Acteur            | Personage      |
| ----------------- | -------------- |
| Uma Thurman       | Diana McFee    |
| Evan Rachel Wood  | Diana (tiener) |
| Eva Amurri        | Maureen        |
| Brett Cullen      | Paul McFee     |
| Gabrielle Brennan | Emma McFee     |
| Oscar Isaac       | Marcus         |

## Interpretaties
Trouw aan het boek waarop de film is gebaseerd blijkt de hele film aan het eind een flashforward te zijn van de stervende Diana, op de vloer van haar school. Haar leven zoals het mogelijk had kunnen zijn als ze een andere keuze had gemaakt trekt aan haar voorbij in de laatste ogenblikken voor haar dood. Naarmate Diana sterft realiseert ze zich langzaam meer en meer dat dit flashforward leven onmogelijk is en terwijl ze wordt teruggetrokken naar de realiteit lopen heden en verleden steeds meer door elkaar en verliest ze haar toekomstige leven (haar dochtertje verstopt zich steeds en haar man is steeds vaker weg en gaat "vreemd" met haar jongere zelf).
Op de dvd-hoes staat de reflectie van de jonge Diana in de oude Diana.

## Ontvangst
De film werd in de Verenigde Staten voornamelijk negatief ontvangen. In Nederland kreeg de film daarentegen goede kritieken. Het filmblad Filmvalley noemde de film een "goed geacteerd, sfeervol schuldgevoeldrama dat net niet kopje onder gaat aan de zware puzzelsymboliek" en beoordeelde de film met een 7,0/10. Het filmblad Preview noemde de film "bijzonder ambitieus" maar vertelde daarbij dat de regisseur "niet alles even overtuigend van de grond krijgt". Het gaf alle lof aan de acteurs en noemde daarbij Thurman, Wood en Amurri.